# سنتليون
سنتيليون يساوي 10^303  في المقياس القصير ، أو 10^600  في المقياس الطويل .  وهو يساوي أيضًا جوجولتي 3. وهو أكبر مليون باسم موجود في القاموس الإنجليزي القياسي [  ويعتبر ثاني أكبر رقم قياسي موجود في معظم القواميس الإنجليزية الرئيسية (الرقم الأكبر الوحيد في القاموس الإنجليزي القياسي هو جوجول بليكس ، وثالث أكبر رقم قياسي موجود في معظم القواميس الإنجليزية هو جوجول ). ويبلغ طوله 304 أرقام في المقياس القصير، أو 601 رقم في المقياس الطويل. وفي المقياس الطويل، يسمى 10^303 كوينكواجنتيلي